# Tagetes patula
- Commons
- Wikispecies

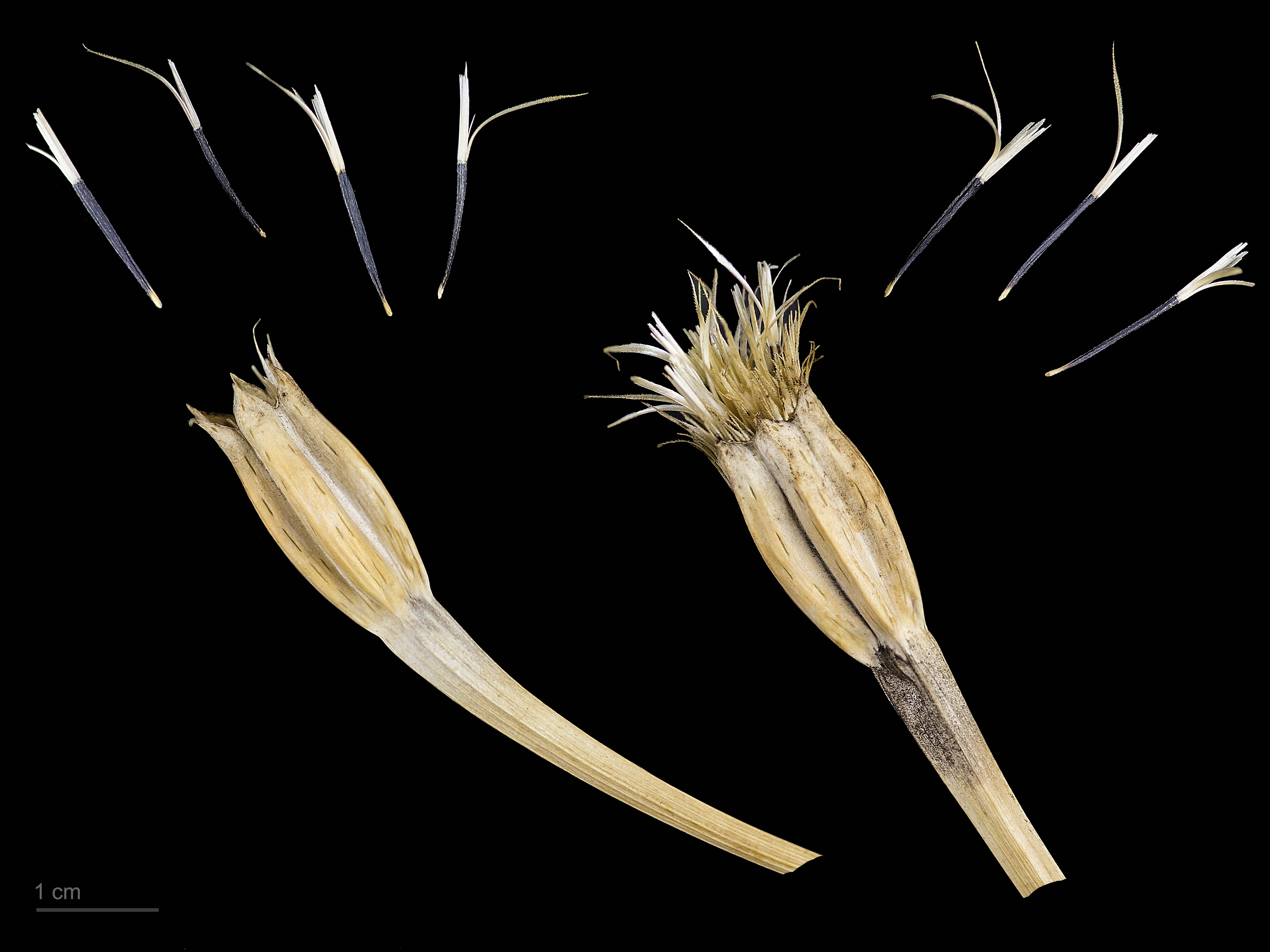
Sementes da Tagetes patula - MHNT

Tagetes patula, comummente conhecido como cravo-túnico, é uma espécie de planta sinantrópica anual, pertencente à família das asteráceas, originária do continente norte-americano, principalmente do México, hodiernamente tem uma dispersão cosmopolita, dado o seu amplo cultivo como espécie ornamental. 

## Nomes comuns
Além de «cravo-túnico», dá ainda pelos seguintes nomes comuns: cravo-de-tunes, cravo-púnico e cravo-de-defunto (não confundir com outras espécies do género Tagetes que também dão pelo nome comum «cravo-de-defunto», como é o caso das espécies Tagetes lucida e Tagetes erecta).

### Etimologia
Quanto ao nome científico desta espécie:
- O nome genérico, tagetes[8], provém do latim, Tăgēs[9], por alusão a uma divindade etrusca homónima.

- O epíteto específico, patula, também provém do latim[10], tratando-se de uma declinação do étimo pătŭlus, que significa «escancarado; amplo; muito aberto».[11]
- O epíteto específico alternativo, lunulata, também provém do latim[12], tratando-se de um declinação do étimo lūnulātus[13], que significa «provido de lúnula».

Do que toca ao nome comum «cravo-de-defunto», tal denominação popular advém da tradição de se usar esta flor para fazer grinaldas com as quais se coroam os falecidos, mercê da sua grande durabilidade, não obstante o seu odor forte.

## Descrição
Trata-se de uma planta herbácea anual, glabra, capaz de atingir 50 centímetros de altura. Contam com folhas penatífidas, de formato linear-lanceolado ou simplesmente lanceolado, com posicionamento oposto.
O pedúnculo mede entre 5 e 10 centímetros, alongando-se em sentido ascendente. O invólucro é glabro, tem um formato campanulado e pode chegar até aos 12 milímetros de comprimento e os 7 milímetros de largura. As brácteas rematam em pontas deltóide-acuminadas ou simplesmente acuminadas.
Quanto às flores propriamente ditas, caracterizam-se pelos capítulos de grandes dimensões apresentam pétalas de coloração mormente avermelhada, marginadas em tons de amarelo. As corolas apresentam um formato discóide orçando entre 7 e 8 milímetros de largura.
O cravo-túnico conta com aquénios lineares.

## Distribuição
Apesar de originária do México e da Guatemala, esta espécie conhece grande difusão cosmopolita, dada a sua popularidade como espécie ornamental, contando com um largo rol de cultivares.

### Portugal
Pese embora não seja uma espécie autóctone, tem sido observada em Portugal Continental, casualmente escapada de cultura, surgindo em locais ruderais, nas orlas de caminhos ou nas imediações de canteiros ou jardins.

### Ecologia
Quando silvestre, cresce nos pinhais mexicanos ou guatemaltecos. Tanto pode medrar em solos arenosos, como barrentos, conquanto que assaz enxutos. Privilegia espaços com boa exposição solar, podendo, em todo o caso, subsistir em espaços com apenas meia-luz. 

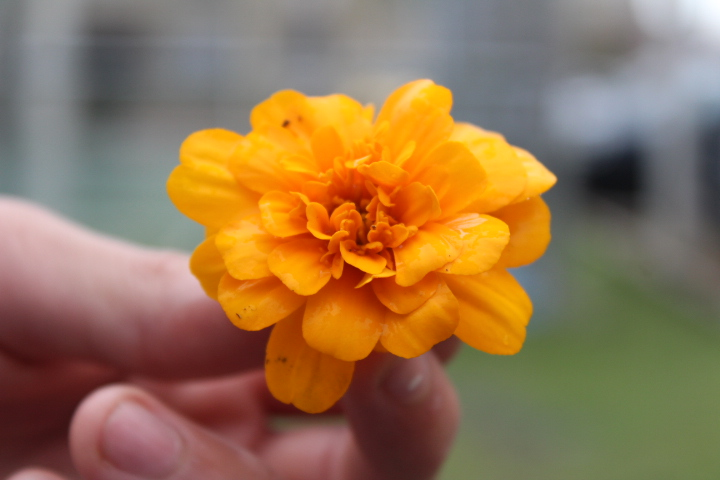
Tagetes patula fora do caule

## Usos

### Indústria alimentar
Sendo certo que as flores do cravo-túnico são, por si sós, comestíveis, também podem ser usadas na preparação de refrescos. 
As folhas podem ser usadas como agente de sapidez na indústria alimentar. De igual modo, o óleo essencial extraído da flor do cravo-de-tunes também pode ser usado como agente de sapidez da indústria alimentar, pese embora seja um sucedâneo de qualidade inferior ao da Tagetes minuta, por sinal mais comummente utilizada.
Das flores do cravo-de-tunes é possível extrair pigmento amarelo, passível de se utilizar como corante alimentar.

### Fitobotânica
Ao cravo-túnico são reconhecidas propriedades como digestivo, diurético e sedativo. Historicamente foi usado na confecção de mezinhas para o tratamento de indigestão, cólicas, obstipação, tosses e disenterias.  Chegou também a ser usado na preparação de unguentos, usados no tratamento de maleitas oculares e reumatismo.

### Agricultura
Por força do odor forte e desagradável desta planta, são-lhe reconhecidas propriedades: insecticídas, no que toca a certas espécies de nemátodes; meramente repelentes contra certos tipos de aleirodídeos, como a mosca-branca-dos-citrinos; e até atractivas, no que toca a várias espécies de tisanópteros e himenópteros parasitóides, podendo nesses casos ser usada para distrair insectos daninhos das culturas agrícolas. 

### Cosmética
O óleo essencial extraído da flor do cravo-de-tunes é usado no âmbito da perfumaria, combinando-se com o óleo de sândalo para confeccionar versões modernas do perfume attar genda , em substituição da calêndula, usada em versões mais tradicionais.